# Peter von Hofmann
Peter Freiherr von Hofmann (Beč, 10. lipnja 1865. – Beč, 8. svibnja 1923.) je bio austrougarski general i vojni zapovjednik. Tijekom Prvog svjetskog rata zapovijedao je Korpusom Hofmann i XXV. korpusom na Istočnom bojištu.

## Vojna karijera
Peter von Hofmann rođen je 10. lipnja 1865. u Beču. Nakon završetka Terezijanske vojne akademije u Bečkom Novom Mjestu s činom poručnika služi od kolovoza 1884. u 34. pješačkoj pukovniji. Potom pohađa Vojnu akademiju u Beču, te po završetku iste služi u stožerima raznih jedinica. U studenom 1892. promaknut je u satnika, dok je čin bojnika dostigao u studenom 1898. godine. Od 1904. služi u 7. pješačkoj pukovniji kao zapovjednik bojne, da bi u svibnju 1905. bio premješten u 47. pješačku pukovniju. U studenom te iste godine unaprijeđen je u čin pukovnika. Od 1908. služi u ministarstvu rata, dok je u svibnju 1911. promaknut u čin general bojnika nakon čega preuzima zapovjedništvo nad 15. pješačkom brigadom. U travnju 1914. premješten je na službu u XI. korpus sa sjedištem u Lembergu na kojem mjestu dočekuje i početak Prvog svjetskog rata.

## Prvi svjetski rat
Nekoliko mjeseci nakon početka Prvog svjetskog rata Hofmann dobiva zapovjedništvo nad najprije grupom, a kasnije korpusom koji je nazvan Korpus Hofmann kojim zapovijeda tijekom cijelog rata. S navedenim korpusom sudjeluje u Karpatskim operacijama. U međuvremenu je, u studenom 1914., promaknut u čin podmaršala.
U siječnju 1915. Korpus Hofmann ulazi u sastav njemačke Južne armije. U sastavu Južne armije Hofmann sudjeluje u ofenzivi Gorlice-Tarnow. dok u lipnju 1916. sudjeluje u zaustavljanju Brusilovljeve ofenzive. U početku Brusilovljeve ofenzive položaji Korpusa Hofmann nisu bili predmet napada, ali kako su položaji susjedne 7. armije bili probijeni i Hofmann se morao povući. 
U veljači 1917. Korpus Hofmann je preimenovan u XXV. korpus pri čemu je Hofmann i dalje ostao zapovjednikom korpusa. U lipnju 1917. Hofmann sudjeluje u suzbijanju ruskog napada u Kerenskijevoj ofenzivi, dok je u veljači 1918. unaprijeđen u čin generala pješaštva. Istog tog mjeseca XXV. korpus ulazi u sastav najprije 2. armije, te potom Istočne armije u okviru kojih sudjeluje u okupaciji Ukrajine.

## Poslije rata
Nakon završetka rata Hofmann je s 1. siječnjem 1919. umirovljen. Preminuo je 8. svibnja 1923. u 58. godini života u Beču.

## Vanjske poveznice
(eng.) Peter von Hofmann na stranici Austro-Hungarian-Army.co.uk

(eng.) Peter von Hofmann na stranici Oocities.org

(rus.) Peter von Hofmann na stranici Hrono.ru

(njem.) Peter von Hofmann na stranici Weltkriege.at